# قائمة حمامات دمشق
ارتبط اسم حمامات دمشق في دمشق العاصمة السورية بحكايات وتاريخ ارتبط بدوره بأحياء وحارات المدينة العريقة، وكذلك ارتبط عدد الحمامات في دمشق بعدد سكانها وتوسعها العمراني. ولم تكن الحمامات في دمشق القديمة وداخل أسوارها فحسب بل أنشئ بعضها في مناطق وأحياء المدينة وامتدادها وفي الرياض المحيطة بها وفي قرى الغوطة.

## الحمامات التي تقع ضمن الأسوار
- * حمام النايب في محلة باب توما باطن دمشق
- * حمام منجك بمحلة القباقبية
- * حمام عيسى القاري
- * حمام بني أسامة بدخلة بني الضايغ
- * حمام الناصري بالشاغور الجواني
- * حمام الخراب شرق خان إسماعيل باشا العظم
- * حمام القيشاني بالقرب من سوق البريد
- * حمام الركاب بمحلة الشاغور الجواني
- * حمام سامي بمحلة القباقبية
- * حمام القاعة بمحلة القباقبية
- * حمام الملك الظاهر
- * حمام البابين ويستقي ماءه من نهر بانياس ويقع في حي القيمرية
- * حمام الملكة
- * حمام السراجي
- * حمام الحاجب
- * حمام آمونة، لصيق البيمارستان النوري بالقرب من المدرسة الشامية من ناحية القبلة
- * حمام الأمير علي في محلة سوق القطن بزقاق المدرسة الخضيرية
- * حمام المسك في محلة طالع القبة (أو حمام السلسلة)
وغير الكثير من الحمامات التراثية والتي تنتشر في كافة المناطق دمشق.

## تاريخ
وللحمامات التراثية ذكريات وقصص وحكايات وافراح ,و من جهة أخرى فقد اختلفت فنون ونمط بناء كل حمام من حيث الزخرفة والمواد المستخدمة وطريقة بنائه والمساحة التي بني عليها إلا أن غالبها, تألف من ثلاث دوائر أساسية هي : البراني والوسطاني والجواني, والبعض القليل منها كان مكوناً من دائرتين : البراني والجواني. وأجمع السواح على تفضيل حمامات دمشق عن غيرها لما فيها من الإتقان ونظام الهندسة وغزارة المياه وإتقان الخدمة والإكرام والاعتناء والأجرة القليلة.
و كان يدخل إلى الدائرة الخارجية منه (البراني) من باب الشارع أو الحارة. وعلى جانبي المدخل توجد غرفتان ضغيرتان تليهما مصطبتان أو أكثر مرتفعتان عن أرضية البراني بمقدار يصعد إليهما بدرج خاص فيخلع عليهما المغتسلون ثيابهم ويقدم لهم ما يلزم من البشاكير والمناشف وما شاكل ذلك للرجال. أما النساء فكن يجلبن بقجاتهن من بيوتهن. وكانت مصاطب الحمام مكسوة بالسجاد والبسط. وفي داخلها نافورة ماء تطوقها من جهاتها الثلاث مصاطب صغيرة أو مقاعد لجلوس المستحمين عليها. وفي وسط المصاطب الكبيرة توجد بركة ماء كبيرة توجد بها فسقية ونافورة وغالباً ما تكون مزينة بتماثيل من الأسود الحجرية التي تخرج من أفواهها المياه لتصب في البركة كما في حمام نور الدين الزنكي في البزورية. ولتأميت الإضاءة للحمام نهاراً توجد به شبابك علوية. ويرى من البراني أوجاق القهوة لإعدادهها وتقديمها للزبائن.
أما الدائرة الثانية فتتكون من الوسطاني والجواني. وهي خاصة بالاستحمام, بها منافع (دورات مياه) ويوجد في كل منها أجران, وهذه الأجران من الرخام أو الحجارة تنصب فيها المياه من فتحتين أنبوبين, الأول حار والثاني بارد تتحكم فيه قطعتان من الخشب. أما جدار البناء وأرضيته فغالباً من الرخام والسقف من حجارة القعد أو على شكل قباب بها فتحات توضع عليها قطع زجاجية لإضاءة ويطلق على هذه القطع اسم القماري.